# Nikola Ratkaj
Nikola Ratkaj (Veliki Tabor, 1. siječnja 1601. – Indija, 25. veljače 1662.) – hrvatski katolički svećenik, isusovac, misionar.

## Životopis
Rodio se u Velikom Taboru. Otac Đuro bio je Hrvat, a majka Eufrozina Palffy Mađarica. S 14. godina započeo je školovanje među isusovcima.  Završio je novaštvo u Brnu, filozofiju u Grazu, a bogosloviju u Rimu. Kada je isusovac sv. Franjo Ksaverski proglašen svecem, 1622. godine isusovački poglavari dozvolili su Nikoli da bude misionar u Indiji. Došao je u Indiju i nastavio školovanje. Zaređen je za svećenika 1624. Živio je vrlo krijeposno. Poslao je mnogo pisama iz Indije, u kojima su dragocjeni podaci o tadašnjem životu u Indiji. Pisao je banu Sigismundu Erdedu 1649. godine, da je jako oslabio i da je tjelesno skršen. No, poživio je još desetak godina. Umro je na glasu svetosti 25. veljače 1662. godine. Iz njegove obitelji su poznati svećenici isusovci bili i Stjepan i Ivan Ratkaj.